# Kokumin Domei
 (juin 2016).
- Si vous ne connaissez pas le sujet, laissez ce bandeau (vous pouvez alors contacter les auteurs).
- Si vous supprimez le contenu mis en cause (vous pouvez préalablement contacter les auteurs),

argumentez précisément cette suppression dans la page de discussion
(un manque de référence n'est pas un argument ; une recherche réelle de référence doit avoir été effectuée, être formellement documentée).
 (juin 2016).
Si vous disposez d'ouvrages ou d'articles de référence ou si vous connaissez des sites web de qualité traitant du thème abordé ici, merci de compléter l'article en donnant les références utiles à sa vérifiabilité et en les liant à la section « Notes et références ».

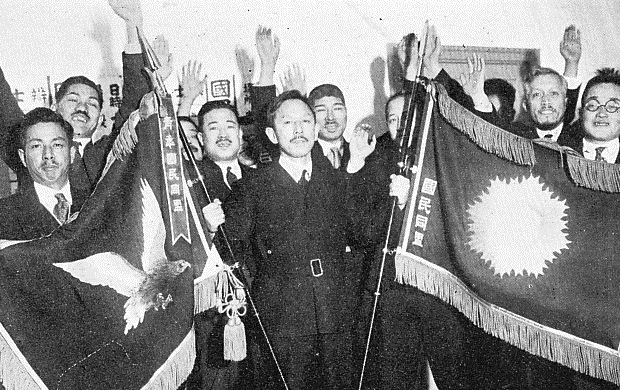
Seigō Nakano avec d'autres membres du parti en février 1933.

Le Kokumin Dōmei (国民同盟, « Alliance nationale des citoyens ») est un parti politique fasciste japonais actif dans les années 1930.
Seigō Nakano et Adachi Kenzō fondent l'organisation politique d'extrême-droite du Kokumin Dōmei en décembre 1932, après le bannissement d'Adachi des rangs du Rikken Minseitō à la suite de son retrait de 1931. Le Kokumin Dōmei prône une forme de socialisme d'État ou de corporatisme avec un contrôle du gouvernement sur les industries stratégiques et les institutions financières, et la création d'une union économique entre le Japon et le Mandchoukouo. Les membres du parti sont en grande majorité des défecteurs du Minseitō, et ont une force de 32 sièges à la Diète du Japon. En 1934, l'organisation demande une enquête sur le scandale de Teijin afin de renverser le gouvernement du premier ministre Saitō Makoto.
Cependant, en 1935, beaucoup de membres retournent dans le Minseitō et, en 1936, Nakano quitte lui-même le parti et fonde le Tōhōkai l'année suivante. Après les élections législatives japonaises de 1937, la force du parti chute de 32 sièges à 11.
En juin 1940, le Kokumin Dōmei est absorbé au sein de l'association de soutien à l'autorité impériale dans le cadre des efforts de Fumimaro Konoe pour créer un État à parti unique, puis cesse d'exister par la suite.